# أكسيد الزرنيخ الخماسي
أكسيد الزرنيخ الخماسي أو  خماسي أكسيد الزرنيخ  مركب كيميائي له الصيغة As2O5، ويكون على شكل بلورات بيضاء شغوفة بالرطوبة.

## الخواص
- يتفكك مركب أكسيد الزرنيخ الخماسي بالتسخين ليعطي كل من الأكسجين وأكسيد الزرنيخ الثلاثي.[2]
- ينحل أكسيد الزرنيخ الخماسي As2O5 بسرعة في الماء مشكلاً حمض الزرنيخ H3AsO4.[3]

## التحضير
يحضر أكسيد الزرنيخ الخماسي من أكسدة أكسيد الزرنيخ الثلاثي بعامل مؤكسد مثل الأوزون أو الماء الأكسجيني أو حمض النتريك.

## الاستخدامات
يستخدم مثل أكسيد الزرنيخ الثلاثي كمبيد للفطور وكمبيد للآفات.

## السلامة
مركب أكسيد الزرنيخ الخماسي سام جداً، يحيث أن الجرعة المميتة للنصف LD50 له مقدارها 8 مغ/كغ بالنسبة للفئران لجرعة فموية.